# Whatever (EP)
Whatever è un EP del rapper canadese bbno$ e del gruppo So Loki, pubblicato il 26 ottobre 2018.

## Tracce
Testi e musiche di Alexander Leon Gumuchian, Sam Lucia, Geoffrey Millar, Garrett Hartnell.
1. Swagu – 2:16
2. Bubblin – 2:51
3. Fragile – 3:15
4. More Concrete – 2:43
5. Okay – 2:24
6. Checkmate – 3:12
7. Who Dat Boi – 2:11